# 布隆
布隆（法語：Boulon，法語發音：[bulɔ̃] ⓘ）是法国卡尔瓦多斯省的一个市镇，属于卡昂区。

## 地理
布隆（49°2'52"N, 0°23'35"W）面积14.96 平方千米，位于法国诺曼底大区卡爾瓦多斯省，该省份为法国西北部沿海省份，北濒大西洋英吉利海峡，东北与滨海塞纳省以海上边界相接，东临厄尔省，南至奧恩省，西与芒什省接壤。
与布隆接壤的市镇（或旧市镇、城区）包括：巴尔伯里、莱兹河畔布雷特维尔、弗雷内勒皮瑟、米特雷西、圣洛朗德孔代勒、莱兹-克兰尚。

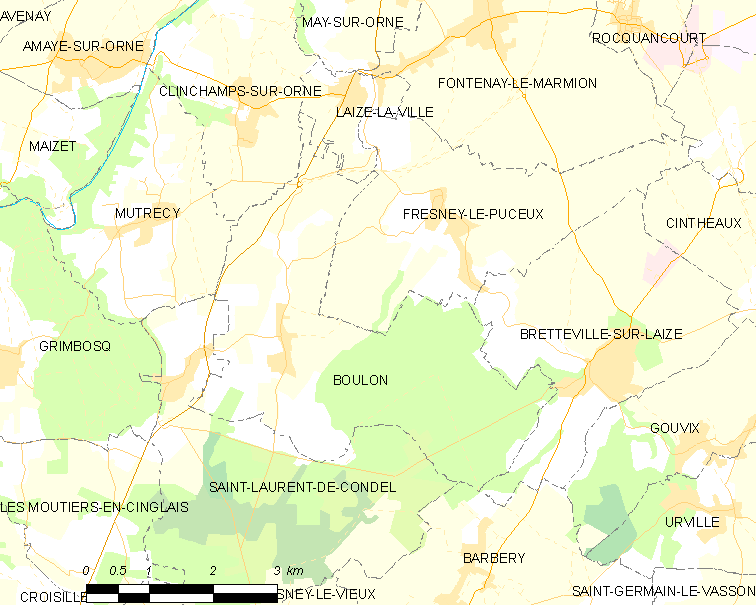
布隆的OSM定位图

布隆的时区为UTC+01:00、UTC+02:00（夏令时）。

## 行政
布隆的邮政编码为14220，INSEE市镇编码为14090。

## 政治
布隆所属的省级选区为勒奥姆县。

## 人口

1962-2008年间布隆人口变化图示

布隆于2022年1月1日时的人口数量为816人。